# Clube Atlético Mineiro
El Clube Atlético Mineiro és un club de futbol brasiler de la ciutat de Belo Horizonte, a l'estat de Minas Gerais.

## Història
El Clube Atlético Mineiro fou fundat el 25 de març de 1908 per 22 joves de classe mitjana de Belo Horizonte. El primer nom fou Athletico Mineiro Foot Ball Club i l'uniforme era blanca i verda. Aviat canviaren els colors per l'actual amb franges blanques i negres verticals. El primer partit fou contra el Sport Club Foot Ball, el club més antic de la ciutat, el 21 de març de 1909, amb victòria de l'Atlético per 3-0. El Sport demanà un partit de revenja que també fou guanyat per l'Atlético per 4 a 0, guanyant-se així el respecte del futbol ciutadà.
El 1913 canvià el seu nom per Clube Atlético Mineiro. L'any següent guanyà el seu primer campionat, la Taça Bueno Brandão. El 1915 guanyà el seu primer campionat mineiro, organitzat per la Liga Mineira de Esportes Terrestres. L'any 1926 trencà la ratxa de 10 campionats consecutius de l'América. Al club jugaven tres dels seus millors jugadors de la història, Said, Jairo i Mário de Castro, el Trio Maldito.
Als anys 30 guanyà els campionats estatals de 1931, 1932, 1936, 1938 i 1939. El 1937 guanyà el primer campionat de campions brasilers de la història. Durant els anys 40 i 50 dominà el futbol de l'estat de Minas Gerais amb 12 campionats. El 1950, va rebre el títol simbòlic de campió del gel després d'una triomfant gira per Europa. Durant els anys seixanta es construí l'estadi de Mineirão però el club només guanyà dos campionats estatals el 1962 i 1963. Durant aquest període s'inicià la rivalitat amb el Cruzeiro.
L'any 1970 guanyà el seu primer campionat a l'estadi Mineirão, trencant una seqüència de cinc títols consecutius del Cruzeiro. El 1971, el club guanyà el primer campionat brasiler de futbol de la història. La dècada la completà amb tres nous campionats mineiros. La següent fou una de les millors de la història del club amb sis estatals consecutius entre 1978 i 1983, i quatre més fins a 1989. Destacaren jugadors com Reinaldo, Toninho Cerezo, Éder i João Leite.
Durant els 90 guanyà tres campionats estatals (1991, 1995 i 1999) i els seus dos primers campionats internacionals, les copes Conmebol de 1992 i 1997. A partir dels anys 2000 el club inicià una etapa de crisi que acabà amb el descens a la Série B el 2005. La temporada següent guanyà la segona divisió brasilera, retornant l'equip a la màxima categoria del futbol brasiler.
L'any 2013, el Galo aconsegueix el seu primer títol de la Libertadores en Mineirão en els penals contra el Olimpia amb Ronaldinho, Víctor, Diego Tardelli, Bernard amb Marcos Rocha. Però, en Campionat del Món de Clubs de la FIFA, l'equip va perdre 3-1 Raja de Casablanca i no pot jugar a la final contra el Bayern. El 2014, El Atletico Mineiro va guanyar la Copa brasilera guanyant al seu major rival Cruzeiro en partits d'anada i tornada.
L'equip és conegut amb el sobrenom de Galo (el gall), que a més és la mascota del club, creada als anys 40 per Fernando Pierucetti, dibuixant d'un diari local. Pel que fa als derbis, són contra l'América, fins als seixanta el més important de l'estat, i contra el Cruzeiro, el més important des de meitats dels seixanta.

## Títols

### Torneigs internacionals
- 1 Copa Libertadores (2013)

- 2 Copa Conmebol (1992, 1997)

- 1 Recopa Sud-americana (2014)

### Torneigs nacionals
- 3 Campionat brasiler de futbol (1937, 1971, 2021)
- 2 Copa del Brasil (2014, 2021)
- 1 Supercopa brasilera (2022)

- 49 Campionat mineiro (1915, 1926, 1927, 1931, 1932, 1936, 1938, 1939, 1941, 1942, 1946, 1947, 1949, 1950, 1952, 1953, 1954, 1955, 1956, 1958, 1960, 1963, 1970, 1976, 1978, 1979, 1980, 1981, 1982, 1983, 1985, 1986, 1988, 1989, 1991, 1995, 1999, 2000, 2007, 2010, 2012, 2013, 2015, 2017, 2020, 2021, 2022, 2023, 2024)

## Entrenadors destacats
- Telê Santana - 434 partits
- Procópio Cardoso - 328 partits
- Barbatana - 227 partits
- Ricardo Diéz - 168 partits
- Cuca - 153 partits
- Levir Culpi - 152 partits

## Jugadors destacats
- José Reinaldo de Lima
- Dadá Maravilha
- Cláudio Taffarel
- Gilberto Silva
- Cicinho
- Mancini
- Toninho Cerezo
- Edivaldo Martins Fonseca
- Luizinho
- Murilo Silva
- Cassio Lincoln
- Ladislao Mazurkiewicz
- Dedê
- Cláudio Caçapa
- Juliano Belletti
- Zé do Monte
- Paulo Isidoro de Jesus
- Marques Batista de Abreu
- Mário de Castro
- Said Paulo Arges
- Jairo de Assis Almeida
- Héctor Cincunegui
- Ubaldo Miranda
- William José de Assis
- Nívio Gabrich
- Marcelo Oliveira
- Grapete
- Oldair Barchi
- Raimundo José Correia 'Lola'
- Spencer
- Elzo Aloísio Coelho
- Ronaldinho
- Diego Tardelli
- Marcos Rocha

- Hulk

## Presidents
- 1908 a 1910 - Margival Mendes Leal
- 1911 a 1911 - Aleixanor Alves Pereira
- 1912 a 1913 - Jair Pina dos Reis
- 1914 a 1914 - João Luiz Morethzon
- 1915 a 1916 - Robera Xavier Azevedo
- 1917 a 1917 - Nilo Rosemburg
- 1918 (6 mesos) - Jorge Dias Pena
- 1919 (6 mesos) - Antônio Antunes
- 1920 a 1920 - Alvaro Felicíssimo
- 1921 a 1922 - Alfredo Felicíssimo de Paula Furtado
- 1923 a 1923 - Robera Xavier de Azevedo
- 1924 a 1925 - Alfredo Furtado
- 1926 a 1930 - Leandro Castilho de Moura Costa
- 1931 a 1931 - Anibal Matos
- 1932 a 1932 - Afonso Ferreira Paulino
- 1933 a 1938 - Tomáz Naves
- 1939 a 1939 - Casildo Quintino dos Santos
- 1940 (5 mesos) - Sálvio Noronha
- 1940 a 1941 (2 mesos) - Hélio Soares de Moura
- 1942 a 1942 - Olímpyo Mourão de Miranda
- 1943 a 1944 - Albera Pinheiro
- 1945 a 1945 - Edward Nogueira
- 1946 a 1949 - Gregoriano Canedo
- 1949 (3 mesos) - Geraldo Vasconcelos
- 1949 (6 mesos) - Osvaldo Silva
- 1950 a 1951 - José Cabral
- 1952 a 1953 - José Francisco de Paula Júnior
- 1954 a 1955 - Mário de Andrade Gomes
- 1956 a 1957 - José Francisco de Paula Júnior
- 1958 a 1959 - Nelson Campos
- 1960 a 1960 - Antônio Álvares da Silva
- 1961 - Edgard Neves
- 1962 a 1963 - Fábio Fonseca e Silva
- 1964 (4 mesos) - José Ramos Filho
- 1964 (8 mesos) - Lauro Pires de Carvalho
- 1966 a 1967 (8 mesos) - Eduardo Catão Magalhães Pina
- 1967 (4 mesos) - Fábio Fonseca e Silva
- 1968 a 1969 - Carlos Albera de Vasconcellos Naves
- 1970 a 1973 - Nelson Campos
- 1973 (6 mesos) - Rubens Silveira
- 1974 a 1975 - Nelson Campos
- 1976 a 1979 - Walmir Pereira da Silva
- 1980 a 1985 - Elias Kalil
- 1986 - Marum
- 1986 a 1988 - Nelson Campos
- 1989 a 1994 - Afonso Araújo Paulino
- 1995 a 1998 - Paulo Curi
- 1999 a 2001 - Nélio Brant
- 2001 a 2006 - Ricardo Guimarães
- 2007 a 2008 - Ziza Valadares
- 2008 a 2014 - Alexandre Kalil
- 2014 a 2017 - Daniel Nepomuceno
- 2017 a 2020 - Sérgio Sette Câmara
- 2020... - Sérgio Coelho